# Pakistańskie Siły Powietrzne
Pakistańskie Siły Powietrzne (PAF; ang. Pakistan Air Force; urdu پاک فضائیه Pak Fiza'ya) – jeden z rodzajów Pakistańskich Sił Zbrojnych. Ich głównym zadaniem jest kontrolowanie pakistańskiej przestrzeni powietrznej, uzyskiwanie przewagi w powietrzu i wspieranie oddziałów innych rodzajów Sił Zbrojnych. W 2010 roku liczyły 65 000 ludzi, w tym 3000 pilotów i miały na wyposażeniu 453 myśliwce.

## Historia

### Początki (1947–1951)

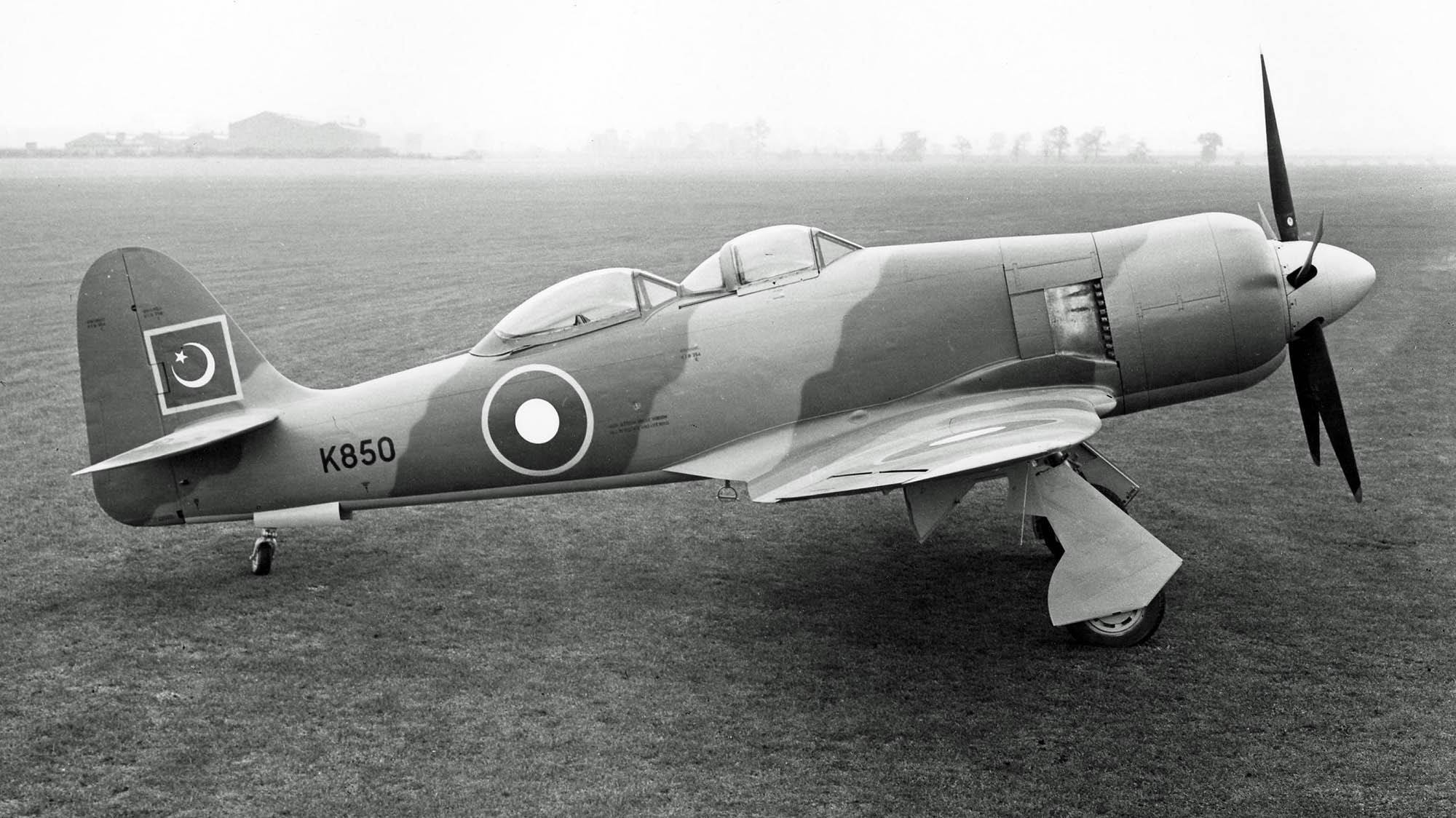
Pakistański Hawker Sea Fury w wersji szkolnej

Pierwsza baza lotnicza na terenie obecnego Pakistanu została założona przez Brytyjczyków Base Drigh Road w Karaczi w 1933 roku (obecnie baza Faisal). Oficjalnie Royal Pakistan Air Force powstały 15 sierpnia 1947 roku.
Oficjalnie, w wyniku podziału Royal Indian Air Force, Pakistan winien był otrzymać 20% sprzętu po RIAF. W rzeczywistości, na początku pakistańskie siły powietrzne miały 16 myśliwców bombardujących Hawker Tempest, 12 maszynami treningowymi North American T-6G Harvard i 7 de Havilland Tiger Moth, a także dwoma transportowcami Douglas C-47 Skytrain. Sprzęt był w bardzo złym stanie technicznym, często uszkodzony, a do jego naprawy brakowało części zamiennych. Personel składał się z 220 oficerów i 2112 podoficerów i żołnierzy, rozmieszczonych w pięciu bazach; w latach 1947–1957 głównodowodzącymi byli oficerowie brytyjscy. Brak wykwalifikowanego personelu oraz doświadczonych załóg sprawiał, że tworzenie lotnictwa było zależne od pomocy obcokrajowców, w tym Polaków.
W czasie I wojny o Kaszmir w 1948 roku jedynymi operacjami pakistańskiego lotnictwa były loty zaopatrzeniowe, prowadzone przez dwa C-47, z reguły w nocy, ze względu na przewagę lotnictwa indyjskiego. Maszyny pakistańskie operowały w wąskich dolinach, otoczonych wysokimi (2000–7000 m) górami, bez wsparcia ze strony praktycznie nieistniejących służb pogodowych i nawigacyjnych.
W 1949 roku Pakistan zamówił 50 samolotów myśliwsko-bombowych Hawker Sea Fury (w wersji Mk.60). Łącznie do 1952 roku Hawker dostarczył Pakistanowi 87 tych maszyn, które weszły na wyposażeniu 5, 9 i 14 dywizjonu. Dodatkowo w latach 1953–1954 islamska republika zakupiła dziesięć dwumiejscowych treningowych samolotów w wersji Mk.61. W latach 1953–1955 Bristol Aeroplane Company dostarczyła 38 samolotów transportowych Freighter, tym dwa wyposażone w wersji VIP, a pozostałe jako zwykłe transportowce.
Obecna nazwa, po usunięciu przedrostka Royal z Pakistan Air Force (PAF) została przyjęta 23 marca 1956, kiedy Pakistan uzyskał status Republiki.

### Era odrzutowców (1951–1965)

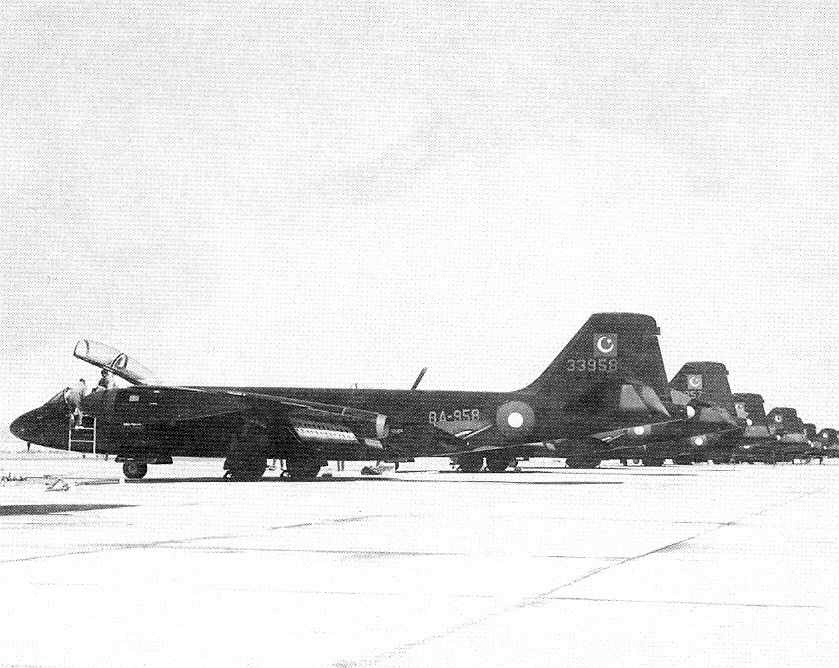
B-57 Canberra (1957)

Siły powietrzne weszły w epokę odrzutowców w sierpniu 1951 roku wraz z dostarczeniem trzech brytyjskich odrzutowców pierwszej generacji – myśliwców Supermarine Attacker, które uformowały Dywizjon nr 11. Od 1957 za pośrednictwem programu pomocowego Military Assistance Program (MAP) Fury i Attackery zastąpiło 80 ex-amerykańskich North American F-86F-35 Sabre, część z nich zmodernizowanych do wersji F-40 przed dostarczeniem. Od 1957 USA dostarczyły, także za darmo, 40 nowych F-86F-40-NA (były to ostatnie F-86 wyprodukowane w USA przez North American). Do 1965 USA podarowały lub sprzedały do Pakistanu wiele innego używanego sprzętu, w tym 15 treningowych T-33A Shooting Star (1955) i 6 rozpoznawczych RT-33A (1957), 24 bombowe Canberra B-57B (oraz dwa treningowe B-57C) (1959), 500 kpr AIM-9B-1A Sidewinder (od 1959), 10 treningowych T-6 Texan, 4 transportowe C-130B Hercules (1963), 27 treningowych T-37C (od 1963), 6 śmigłowców HH-43F Huskie, 18 Bell 47. Pierwszymi samolotami ponaddźwiękowymi w PAF, co było niespotykane w regionie (Indie otrzymały 10 MiG-21F-13 dopiero w 1963, a Chiny pracowały nad skopiowaniem MiG-21 (Chengdu J-7) od 1962) było 12 ex-amerykańskich Lockheed F-104 Starfighter (10 myśliwców F-104A i 2 szkolno-bojowe F-104B), zamówionych w 1960 roku, zmodernizowanych przed dostarczeniem w latach 1961–1962. Jednak ich niska gotowość bojowa i mała liczba egzemplarzy sprawiły, że dla PAF stały się symbolem technicznego postępu, a podstawowym samolotem był F-86.
10 kwietnia 1959 roku para F-86F przechwyciła nad terytorium Pakistanu indyjski samolot English Electric Canberra B(I)58, na zwiadzie fotograficznym. Po nieudanej próbie ostrzału przez lidera, skrzydłowy M. Yunis pilotujący Sabre nr 55-5005 trafił w samolot zaliczając pierwsze w historii zestrzelenie przez pilota PAF; Canberra spadła w pobliżu miasta Rawalpindi.

### Wojna indyjsko-pakistańska (1965)

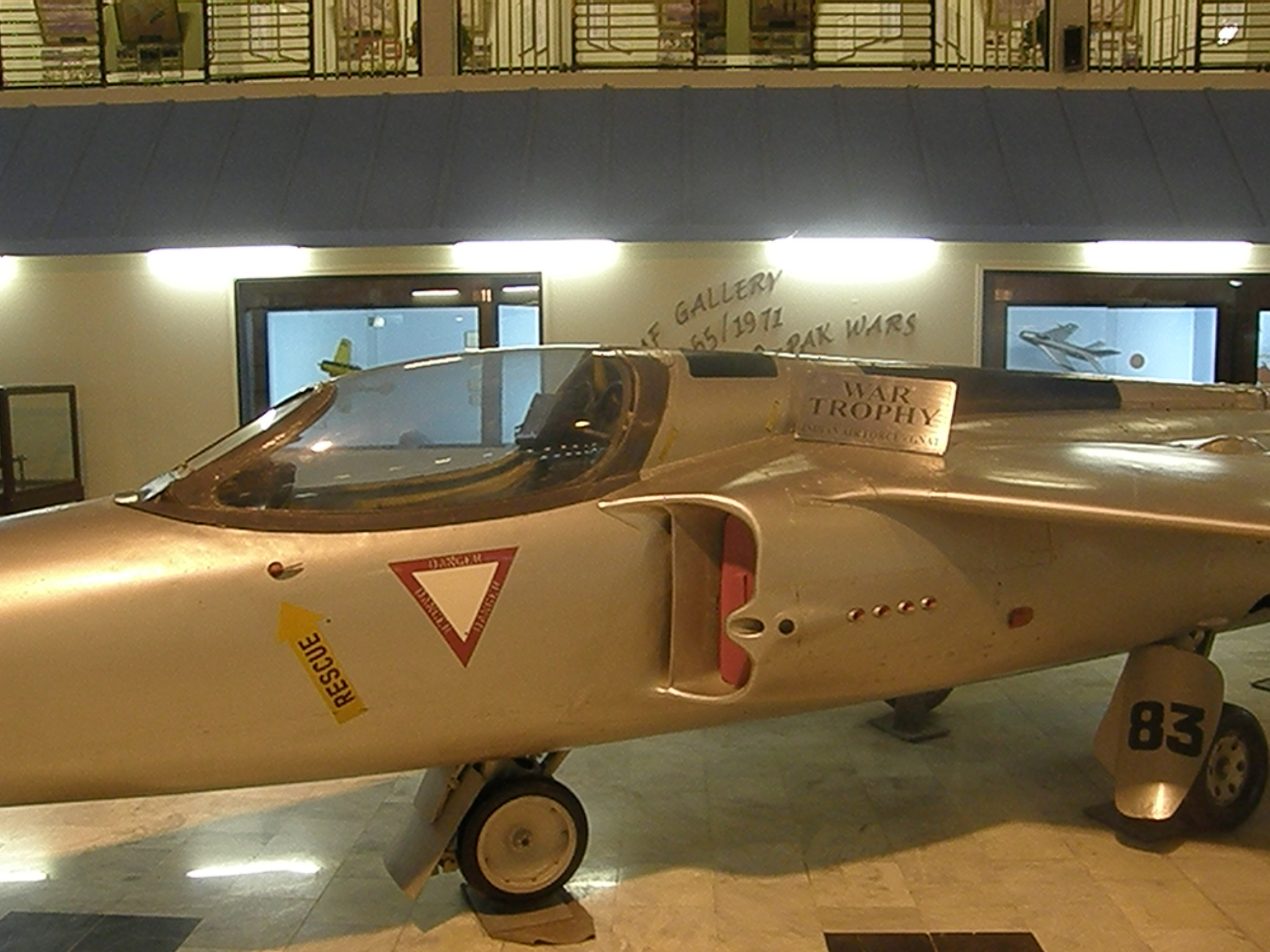
Zdobyczny Gnat z 1965

Pod koniec sierpnia 1965 roku II wojna o Kaszmir pomiędzy Indiami i Pakistanem była nieunikniona. 1 września PAF ogłosiło najwyższy stan gotowości i prowadziły patrole 10 mil wewnątrz ich granicy. Siły lotnicze Pakistanu wynosiły w przybliżeniu 12 F-104 Starfighter, ponad 100 F-86 Sabre i około 20 B-57 Canberra. Do pierwszego starcia doszło tego dnia, gdy dwa F-86 przechwyciły cztery De Havilland Vampire, a każdy z Sabre zestrzelił po dwa z nich.
6 września 1965 roku, kiedy Indian Army zaatakowała Pakistan Zachodni Indian Air Force nie uderzyły na bazy PAF. Szansa została wykorzystana przez PAF, który zaatakował bazy IAF, aby ograniczyć zagrożenie stwarzane przez indyjskie lotnictwo. Same naloty nie odniosły sukcesu, z wyjątkiem Pathan Kot gdzie siły PAF zniszczyły na ziemi co najmniej 10 samolotów, bez strat własnych.
7 września IAF zgodnie z oczekiwaniami przeprowadził kontruderzenie na Sargodha, centrum operacyjne PAF. Wcześnie rano nalot sześciu Mystère IV nie zdołał zniszczyć sześciu zaparkowanych myśliwców. Jednym ze szczęśliwych pilotów był Sqn Ldr Alam, który wystartował F-86 kilka minut po rajdzie, aby ustanowił niespotykany rekord, zestrzeliwując trzy Hawker Hunter w czasie krótszym niż minuta (według niektórych źródeł w ciągu godzinnej misji także kolejne dwa Huntery, ale mając też dwa zwycięstwa nad Hunterami z 6 i 16 września stał się pierwszym pakistańskim asem). F-104A zestrzelił jedną Canberrę oraz prawdopodobnie do trzech Mystère IV, bardziej znane jest przechwycenie po którym Folland Gnat wylądował w pakistańskiej bazie, samolot jest obecnie wystawiony jako trofeum. Indie utraciły łącznie 37 wojskowych maszyn w powietrzu (w tym od 13 do 15 zestrzelonych przez F-86), a kolejnych 35 zniszczono na ziemi (głównie przez B-57), wśród nich było 18 Hunter, 17 Mystere, 10 Vampire, 7 Gnat, 6 Canberra i 3 MiG-21. Straty Pakistanu to 19 samolotów z przyczyn bojowych lub w wypadkach, tym 13 F-86 (7 potwierdzono w walce powietrznej), 4 B-57 i 2 F-104 (1 zestrzelony). 23 dniowa wojna nie wyłoniła zdecydowanego zwycięzcy.
USA nałożył na Pakistan embargo w 1965, PAF zmuszony szukać alternatywnych rozwiązań na wymianę sprzętu w 1966 otrzymywał od Chin w ramach pomocy 72 myśliwce F-6 Farmer. Iran sprowadził dla Pakistanu z RFN 90 używanych, wyprodukowanych w Kanadzie, Canadair CL-13B Mark 6 (licencyjne F-86E), te zastąpiły większość F-86F od 1966. W 1967 z Iranu pozyskano też 3 C-130B Hercules. W 1968 roku z Francji dostarczono 18 myśliwców Dassault Mirage IIIEP, 3 rozpoznawcze IIIRP i 3 szkolno-bojowe IIIDP, w 1970 zamówiono też 28 szturmowych Mirage 5PA i 2 5DPA.
Niewiele wiadomo o pakistańskiej pomocy dla krajów arabskich po ataku Izraela w wojnie sześciodniowej w 1967, ale prawdopodobnie wysłano do nich pilotów, prawdopodobnie nie zdążyli wziąć udział w walce.

### Wojna o niepodległość Bangladeszu

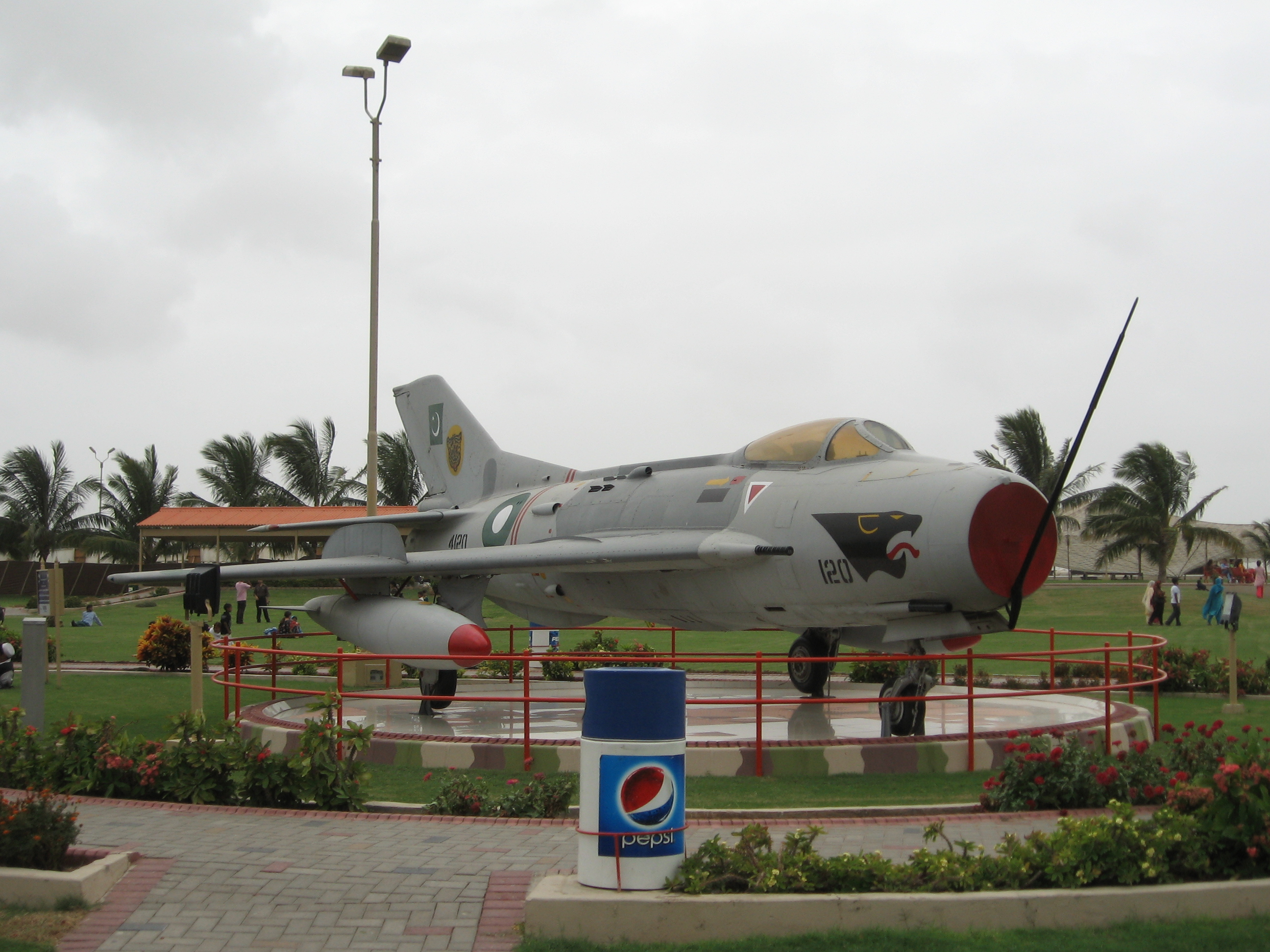
Shenyang F-6

W czasie wojny indyjsko-pakistańskiej w 1971 Pakistan nie zdołał obronić przestrzeni powietrznej nad Wschodnim Pakistanem, gdzie stacjonowała tylko jedna eskadra (nr 14) z 17 Canadair Sabre, 2 T-33 i 8 śmigłowcami. 14. eskadra zestrzeliła cztery Huntery i jeden Su-7B w walkach 4 grudnia. Nie mając szans w walce z 10 eskadrami myśliwskimi IAF po utracie w walce pięciu Sabre (2 dla Gnat i 3 dla Hunter) i zniszczeniu pasu startowego pozostałe 11 Sabre Mk 6 i 2 T-33A umyślnie uszkodzono, a bazę opuszczono.
W walkach na zachodzie F-86 strąciły sześć maszyn IAF (2 Huntery, Su-7, MiG-21, Gnata i Austera), chińskie F-6 kolejne sześć (po 3 Hunter i Su-7), Mirage III kolejne trzy (2 Canberry i Huntera), F-104 dwa (Breguet Alizé i startujący HAL HF-24 Marut) (18 zestrzeleń potwierdzonych przez Indie). MiGi-21FL zestrzeliły dwa F-104 (według innych źródeł 4 F-104 i 2 F-6), a Huntery dwa kolejne F-86. Łącznie Pakistan utracił 40 samolotów, w tym 9 zestrzelonych i 13 porzuconych. Straty Hindusów to 75 samolotów (17 wypadków), w tym 23 Hawker Hunter, 19 Su-7B i 8 MiG-21. Na czas wojny Jordania wypożyczyła Pakistanowi 10 swoich F-104A Starfighter, do Pakistanu miały też przybyć arabskie F-5A (prawdopodobnie libijskie), ale nie widziano ich w walce. W czasie wojny Jom Kipur w 1973 do Egiptu i Syrii skierowano 16 pakistańskich pilotów ochotników, ale dotarli tam już po zawieszeniu broni.
W 2017 roku Pakistan świętował pięćdziesięciolecie eksploatacji samolotów Mirage III/V.

## Wyposażenie

### Obecne
| Zdjęcie                   | Samolot              | Producent             | Typ                                               | Wersja                                                     | Liczba sztuk         | Uwagi |
| Samoloty myśliwskie       | Samoloty myśliwskie  | Samoloty myśliwskie   | Samoloty myśliwskie                               | Samoloty myśliwskie                                        | Samoloty myśliwskie  | Samoloty myśliwskie |
| ------------------------- | -------------------- | --------------------- | ------------------------------------------------- | ---------------------------------------------------------- | -------------------- | --- |
|                           | JF-17 Thunder        | Chiny · Pakistan      | Lekki myśliwiec wielozadaniowy                    | Block 1 Block 2                                            | 49 16                | Chiński Chengdu dostarczył 8 przedseryjnych i 2 seryjne egzemplarze oraz ma dostarczyć 50 samolotów w wersji block 2, Pakistan Aeronautical Complex dostarczył 40 zaplanowanych maszyn block 1. JF-17 mają docelowo zastąpić wszystkie Mirage’e i F-7. 1 utracono w 2011. |
|                           | F-16 Fighting Falcon | Stany Zjednoczone     | Myśliwiec wielozadaniowy                          | Bl 15 OCU Bl 15 ADF Bl 20 MLU Block 52+                    | 14 13 31 18          | 76 w służbie; 40 F-16A/B Block 15 dostarczono w latach 1983–1987 (9 z nich utracono w wypadkach), z 71 zamówionych F-16A/B Block 15 OCU wyprodukowano 28, w 1990 zostały objęte embargiem USA, 14 z nich dostarczono w latach 2005–2008. W 2010 dostarczono 18 nowych F-16C/D Block 52+, starsze F-16 zostaną zmodernizowane do wersji MLU. W 2013 zakupiono 13 F-16 z zapasów Jordanii, dostawy zrealizowano w 2014 roku. |
|                           | Dassault Mirage III  | Francja               | Myśliwiec wielozadaniowy/rozpoznawczy             | IIIEP/IIIDP IIIO/IIIOD IIIO ROSE I IIIEE/IIIDE IIIEL IIIRP | 17/3 12 33 22/2 9 15 | ~75 w służbie; 34 nowe zakupiono w 1968 i 1977, 33 odkupione od Australii Mirage IIIO zmodernizowano przez SAGEM do wersji ROSE I jako myśliwce wielozadaniowe. Zakupiono także używane maszyny z Hiszpanii i Libanu. |
|                           | Dassault Mirage 5    | Francja               | Samolot szturmowy                                 | 5PA PA-2/DPA-2 5PA-3 5F ROSE II 5F ROSEIII                 | 28 18/2 12 20 14     | ~82 w służbie; Od 1971 zakupiono 64 nowe Mirage 5, od 1999 dokupiono 34 ex-francuskie samoloty zmodernizowane przez Sagem do wersji ROSE II/III jako nocne myśliwce szturmowe, zakupiono także wszystkie wycofane libijskie Mirage 5 (50–70 sztuk), z przeznaczeniem na części zamienne. |
|                           | Chengdu F-7 Skybolt  | Chiny                 | Myśliwiec przechwytujący                          | F-7P FT-7P F-7PG FT-7PG                                    | 92 10 28 8           | ~138 w służbie; 135 F-7P zakupiono w 1988, 57 F-7PG w 2002, wszystkie otrzymały radar FIAR Grifo 7MG. Ok. 33 utracono w wypadkach. |
|                           |                      |                       |                                                   |                                                            | 436                  | |
| Specjalnego przeznaczenia |                      |                       |                                                   |                                                            |                      | |
|                           | Dassault Falcon 20   | Francja               | Walka elektroniczna                               | Falcon 20 DA-20                                            | 2                    | |
|                           | Saab 2000            | Szwecja               | Wczesnego ostrzegania (AEW)                       | Erieye Horizon                                             | 4                    | |
|                           | Shaanxi Y-8F600      | Chiny                 | Wczesnego ostrzegania (AEW)                       | ZDK-03 AEW&C                                               | 4                    | |
|                           | Ił-78                | ZSRR · Ukraina        | powietrzny tankowiec/ strategiczny transportowiec | Ił-78MP Midas                                              | 4                    | |
|                           | Beechcraft King Air  | Stany Zjednoczone     | rozpoznawczy                                      | 350 ISR                                                    | 2                    | |
|                           |                      |                       |                                                   |                                                            | 16                   | |
| Samoloty transportowe     |                      |                       |                                                   |                                                            |                      | |
|                           | C-130 Hercules       | Stany Zjednoczone     | średni/taktyczny transportowiec                   | C-130B C-130E L-100-328                                    | 5 10 1               | [ 17 ] |
|                           | Boeing 707           | Stany Zjednoczone     | ciężki transportowiec                             | 707-320                                                    | 3                    | W 1986 przejęte od Pakistan International Airlines. |
|                           | CASA CN-235          | Hiszpania · Indonezja | lekki/taktyczny transportowiec                    | CN-235-220                                                 | 4                    | |
|                           | Saab 2000            | Szwecja               | transportowy/treningowy                           |                                                            | 1                    | numer J019 |
|                           | Beechcraft King Air  | Stany Zjednoczone     | użytkowy                                          | 200                                                        | 2                    | |
|                           | Harbin Y-12          | Chiny                 | lekki transportowiec                              | Y-12II                                                     | 2                    | |
|                           | Airbus A310          | Francja               | transport VIP                                     | A310-304                                                   | 1                    | W 2009 przejęty od Pakistan International Airlines. |
|                           | Cessna Citation      | Stany Zjednoczone     | transport VIP                                     | Citation XL                                                | 1                    | |
|                           | Embraer Phenom 100   | Brazylia              | transport VIP                                     | Phenom 100                                                 | 4                    | |
|                           | Gulfstream IV        | Stany Zjednoczone     | transport VIP                                     | G-IV-SP                                                    | 1                    | |
|                           |                      |                       |                                                   |                                                            | 34                   | |
| Treningowe                |                      |                       |                                                   |                                                            |                      | |
|                           | MFI-17 Mushshak      | Pakistan              | Szkolenie podstawowe                              | MFI-17 MFI-395                                             | 103 40               | Produkowane przez Pakistan Aeronautical Complex na licencji od Saaba (MFI-17 Mushshak i zmodernizowana wersja MFI-395 Super Mushshak). |
|                           | Cessna T-37 Tweet    | Stany Zjednoczone     | Szkolenie podstawowe                              | T-37B T-37C                                                | 18                   | |
|                           | K-8 Karakorum        | Chiny · Pakistan      | Szkolenie zaawansowane                            | K-8 K-8P                                                   | 39                   | Produkowany też przez Pakistan Aeronautical Complex. |
|                           | Shenyang FT-5        | Chiny                 | Szkolnie przejściowe                              | FT-5                                                       | 25                   | |
|                           | Shenyang FT-6        | Chiny                 | Szkolnie przejściowe                              | FT-6                                                       | 9                    | |
|                           |                      |                       |                                                   |                                                            | 234                  | |

| Zdjęcie   | Śmigłowiec                        | Producent         | Typ                         | Wersja                  | Liczba sztuk | Uwagi     |
| Śmigłowce | Śmigłowce                         | Śmigłowce         | Śmigłowce                   | Śmigłowce               | Śmigłowce    | Śmigłowce |
| --------- | --------------------------------- | ----------------- | --------------------------- | ----------------------- | ------------ | --------- |
|           | Aérospatiale SA 316B Alouette III | Francja           | Śmigłowiec szkolny SAR      | SA-3160 SA-316B SA-319B | 9            |           |
|           | Mi-17                             | Rosja             | Śmigłowiec transportowy SAR | Mi-171                  | 6            |           |
|           | Bell 205                          | Stany Zjednoczone | Śmigłowiec użytkowy         |                         | 5            |           |
|           |                                   |                   |                             |                         | 20           |           |

| Zdjęcie                            | Samolot                            | Producent                          | Typ                                | Wersja                             | Liczba sztuk                       | Uwagi                              |
| Bezzałogowe aparaty latające (UAV) | Bezzałogowe aparaty latające (UAV) | Bezzałogowe aparaty latające (UAV) | Bezzałogowe aparaty latające (UAV) | Bezzałogowe aparaty latające (UAV) | Bezzałogowe aparaty latające (UAV) | Bezzałogowe aparaty latające (UAV) |
| ---------------------------------- | ---------------------------------- | ---------------------------------- | ---------------------------------- | ---------------------------------- | ---------------------------------- | ---------------------------------- |
|                                    | Burraq                             | Pakistan                           | Rozpoznawczy/Uderzeniowy UAV       |                                    | 0                                  | Rozwijany                          |
|                                    | SATUMA Jasoos II                   | Pakistan                           | Lekki UAV                          | Bravo+                             | ?                                  |                                    |
|                                    | SELEX Galileo Falco                | Włochy                             | Taktyczny UAV                      |                                    | 25                                 |                                    |
|                                    |                                    |                                    |                                    |                                    | 25                                 |                                    |

### W przeszłości

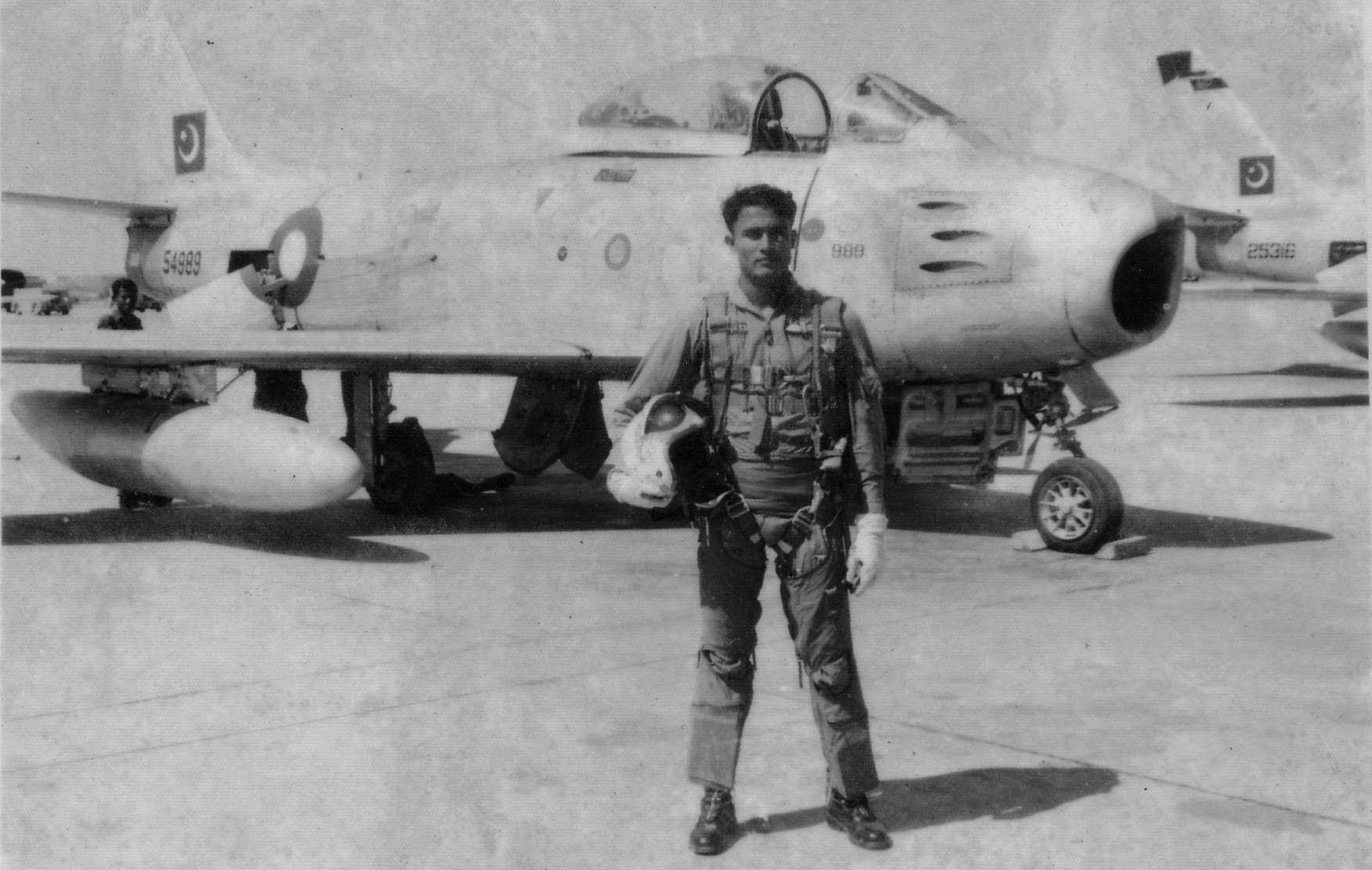
North American F-86F Sabre

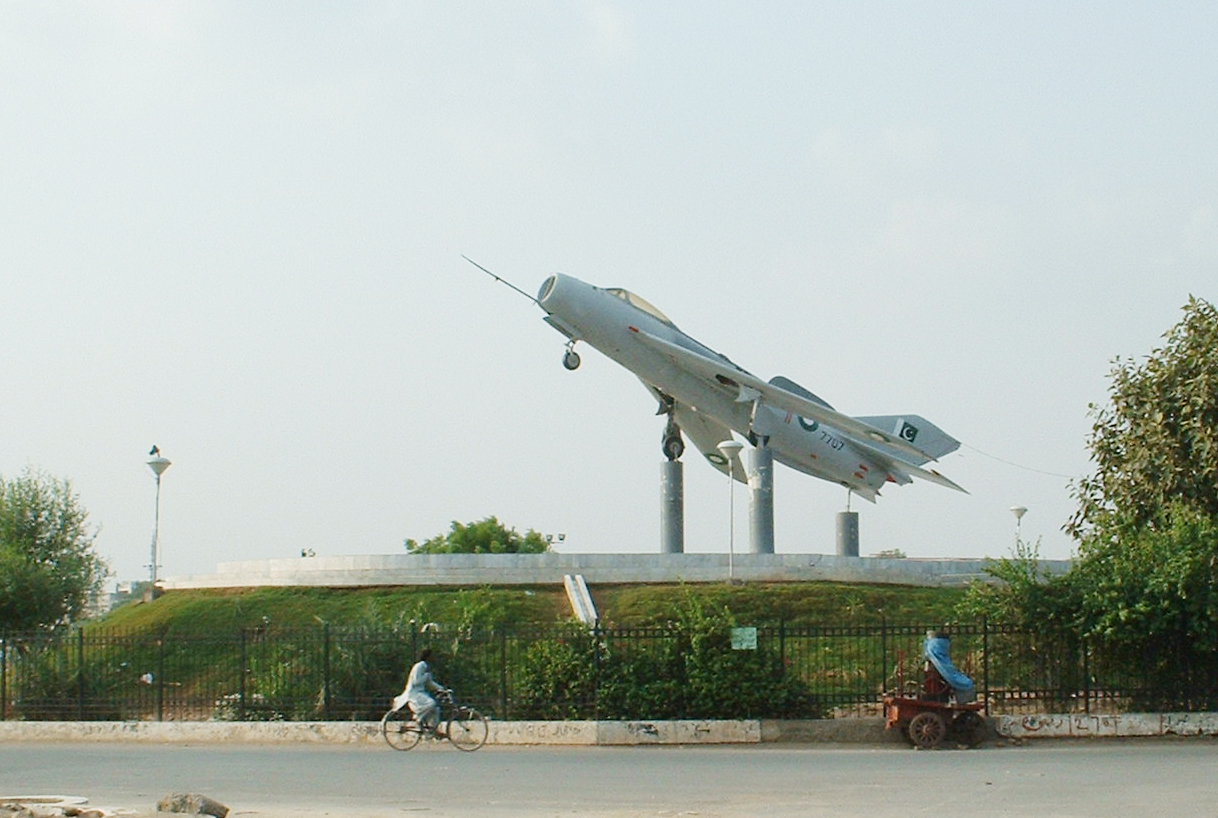
Shenyang F-6

#### Myśliwce
- Shenyang F-6 – 253 w latach 1966—2002.
- Canadair CL-13B Sabre Mk 6 – 90 w latach 1966—1980, ex-niemieckie, licencyjne Sabre.
- Lockheed F-104 Starfighter – 14 w latach 1961—1972.
- North American F-86 Sabre (F40) – 120 sztuk w latach 1956—1966 (część do lat 70.).
- Supermarine Attacker – 36 w latach 1951—1958.
- Hawker Sea Fury Mk.60/61 – 93 w latach 1949—1956.
- Hawker Tempest – 24 w latach 1947—1956.
- Supermarine Spitfire – używane w 1947.

#### Szturmowe/Bombowce
- Nanchang A-5 – ~141 w latach 1983—2011.
- Martin B-57 Canberra – 28 w latach 1959—1985.
- Harbin H-5 – 16 w latach 70.
- Handley Page Halifax – 8 w latach 1947—1954.

#### Treningowe
- MiG-15UTI – 6 w latach 60.
- Lockheed T-33A – 21 w latach 1955—1993.
- North American T-6G Harvard – 11 w latach 1947—1975.
- de Havilland Tiger Moth – 10 w latach 1947–1957.

#### Transportowe

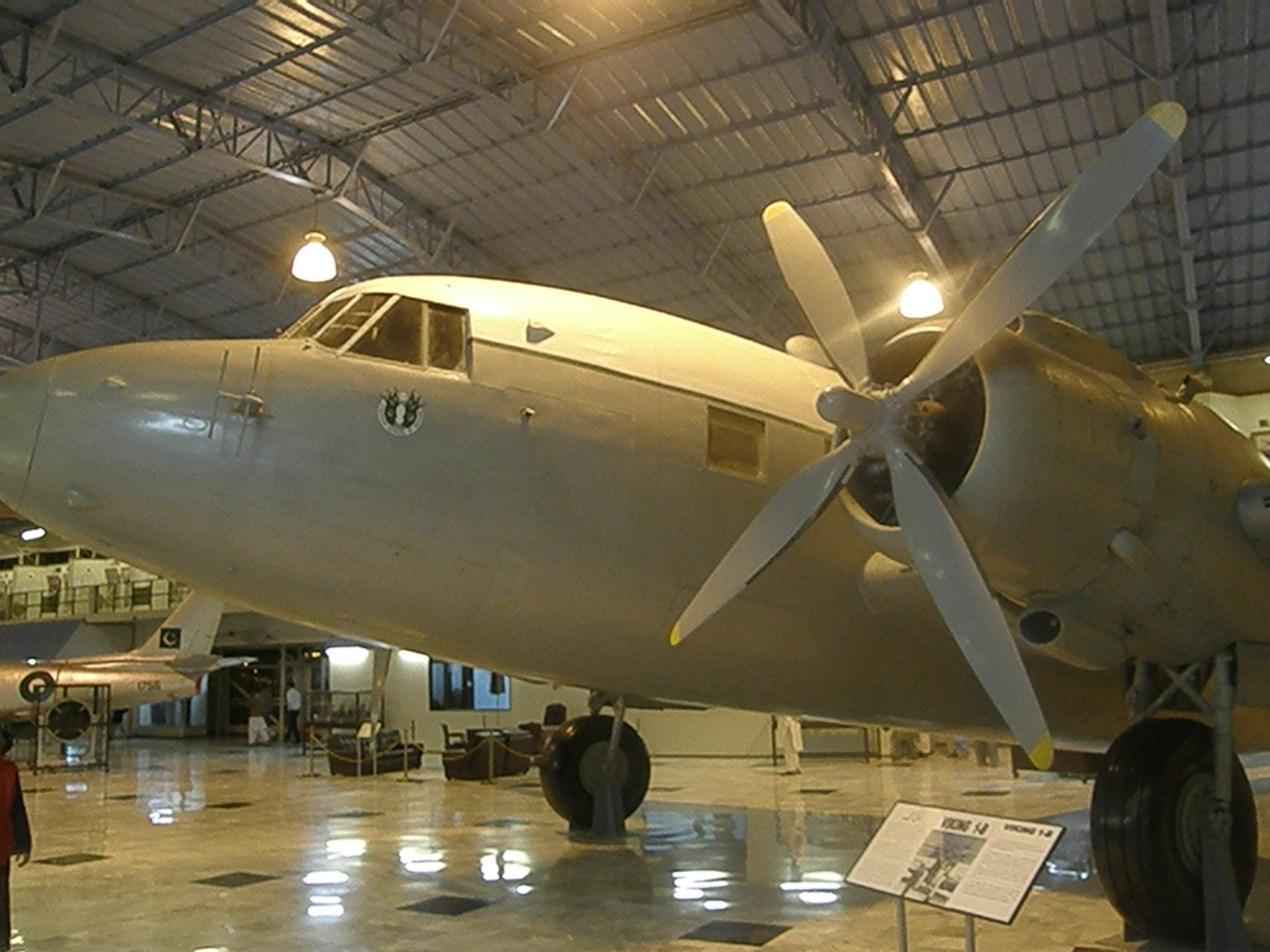
Vickers Viking

- Hawker Siddeley Trident – 1 maszyna VIP w 1967.
- Grumman HU-16 Albatross – 4 między 1956—1981.
- Bristol Freighter – 81 w latach 1950—1966.
- Vickers Viking 1B – 1 w latach 1948—1960.
- Douglas C-47 Dakota – 8 w latach 1947—1955.
- Fokker F27-200 – 2 w latach 1965—2012[18].

#### Śmigłowce
- Sikorsky S-55 Whirlwind – 8 w latach 1950—1971.
- H-13 Sioux – 13 w latach 70.
- Kaman HH-43 Huskie – 4 w latach 1972—93.

## Bazy lotnicze
| Baza                      | Lokalizacja | Dowództwo                                          | Skrzydło                                 | Eskadra                               | Samoloty                                                                           |
| ------------------------- | ----------- | -------------------------------------------------- | ---------------------------------------- | ------------------------------------- | ---------------------------------------------------------------------------------- |
| PAF Base Mushaf           | Sargodha    | Centralne Dowództwo Powietrzne                     | No. 38 (wielozadaniowe)                  | No. 9 No. 11 No. 24 F-7 Mirage No. 82 | F-16 A/B Falcon 20 F/G F-7P Mirage 5PA Alouette III                                |
| PAF Base Masroor          | Karaczi     | Południowe Dowództwo Powietrzne                    | No. 32 (szturmowe)                       | No. 2 No. 7 No. 8 No. 22 No. 84       | JF-17 Mirage-IIIEA ROSE-I Mirage 5PA2/3 Mirage IIIDE,5-EF Alouette III             |
| PAF Base Shahbaz          | Jakobabad   |                                                    |                                          | No. 5                                 | F-16C/D Block 52+                                                                  |
| PAF Base Rafiqui          | Shorkot     | Centralne Dowództwo Powietrzne                     | No. 34 (szturmowe)                       | No. 15 No. 20 No. 27 No. 83           | Mirage IIIEP/RP Mirage III F-7PG Mirage ROSE-III Alouette III                      |
| PAF Base Peshawar         | Peszawar    | Północne Dowództwo Powietrzne                      | No. 36 (szturmowe)                       | No. 16 No. 26 No. 81                  | JF-17 Alouette III                                                                 |
| PAF Base Mianwali         | Mianwali    | Północne Dowództwo Powietrzne (punkt dowodzenia)   | No. 37 (szkolno-bojowe)                  | No. 1 No. 18 No. 19 No. 86            | FT-5 F-7P, FT-7P Alouette III                                                      |
| PAF Base Minhas           | Kamra       | Północne Dowództwo Powietrzne                      | No. 33 (myśliwskie/wielozadaniowe) AEW&C | No. 14 No. 25 No. 13                  | JF-17 Mirage 5 ROSE-IIbr />Saab 2000 AEW&C                                         |
| PAF Base Samungli         | Kweta       | Południowe Dowództwo Powietrzne                    | No. 31 (myśliwskie)                      | No. 17 No. 23 No. 85                  | F-7PG Alouette III                                                                 |
| PAF Base Chaklala         | Rawalpindi  | Północne Dowództwo Powietrzne                      | No. 35 (transportowe)                    | No. 6 No. 10 No. 12 No. 41            | C-130 B707 Ił-78MP Phenom 100,A-310,Gulf Stream IV Cessna 172, Super King Air,Y-12 |
| PAF Base Faisal           | Karaczi     | Południowe Dowództwo Powietrzne (punkt dowodzenia) |                                          | No. 21                                | C-130                                                                              |
| Akademia Sił Powietrznych | Risalpur    | Dowództwo Sił Powietrznych w Islamabadzie          |                                          |                                       | T-37 K-8 MFI-17 Mushshak                                                           |

Siedem innych baz nie wykorzystuje statków latających.